# محمد خان أشكزي
محمد خان أشكزي (بالأردوية: محمد خان اچکزئی)‏، سياسي باكستاني شغل منصب الحاكم الثالث والعشرين لإقليم بلوشستان.

## نشأته
وهو نجل عبد الصمد أشكزي والأخ الأكبر للسياسيين محمود خان أشكزي وحامد خان أشكزي. تخرج من جامعة البنجاب، وجامعة ستراثكلايد، وجامعة هارفارد.

## حياته السياسية
ينتمي إلى حزب عوامي باختونخوا ميلي وينحدر من عائلة أشكزي السياسية البارزة في بلوشستان. عُيَّن حاكمًا لبلوشستان في 11 يونيو 2013. استقال من منصب الحاكم في 6 سبتمبر 2018.